# Boherbue
Boherbue är en ort i republiken Irland.   Den ligger i grevskapet County Cork och provinsen Munster, i den sydvästra delen av landet, 230 km sydväst om huvudstaden Dublin. Boherbue ligger 201 meter över havet och antalet invånare är 333.
Terrängen runt Boherbue är lite kuperad.Runt Boherbue är det ganska glesbefolkat, med 21 invånare per kvadratkilometer. Närmaste större samhälle är Millstreet, 10,2 km söder om Boherbue. Trakten runt Boherbue består i huvudsak av gräsmarker.